# Polystachya dolichophylla
Polystachya dolichophylla är en orkidéart som beskrevs av Rudolf Schlechter. Polystachya dolichophylla ingår i släktet Polystachya och familjen orkidéer. Inga underarter finns listade i Catalogue of Life.